# Vieux Fort (dystrykt)

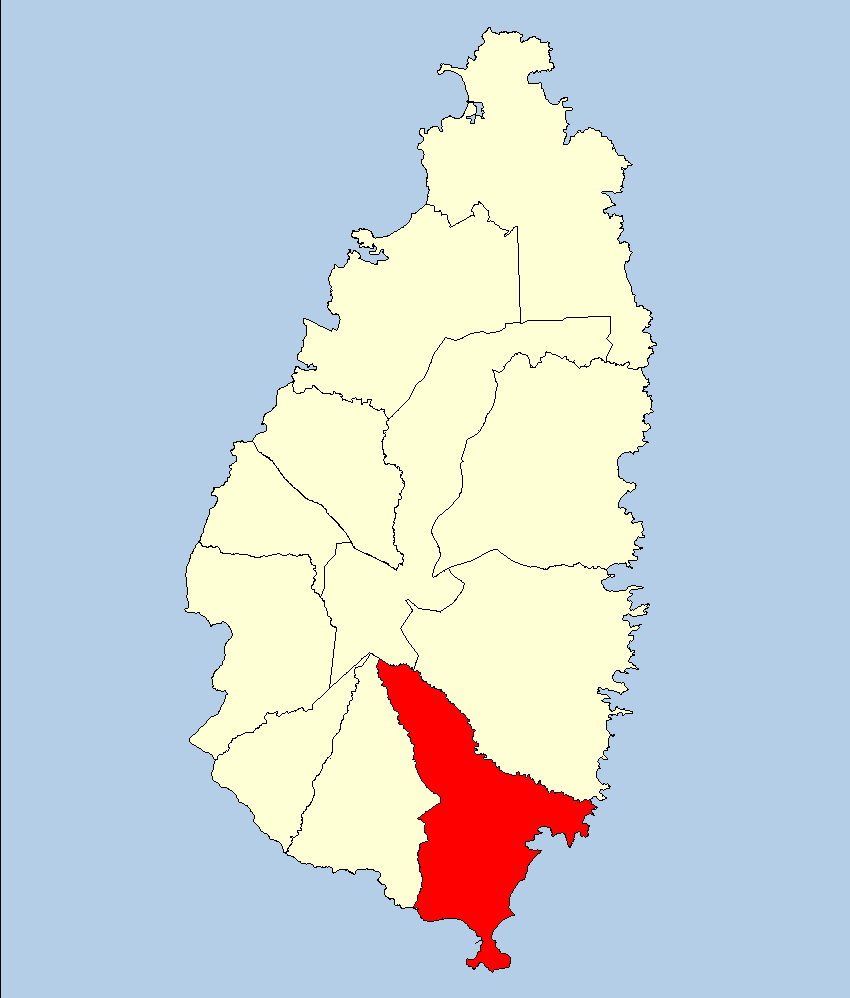
Dystrykt Vieux Fort

Vieux Fort – jeden z 11 dystryktów w Saint Lucia, zajmuje powierzchnię 44 km². Liczba ludności to 16 329, a gęstość zaludnienia wynosi 371,1 osób/km². Stolicą dystryktu jest Vieux Fort.